# Megachile axillaris
Megachile axillaris är en biart som beskrevs av Meade-waldo 1915. Megachile axillaris ingår i släktet tapetserarbin, och familjen buksamlarbin. Inga underarter finns listade i Catalogue of Life.